# Herlitz Falkenhöh

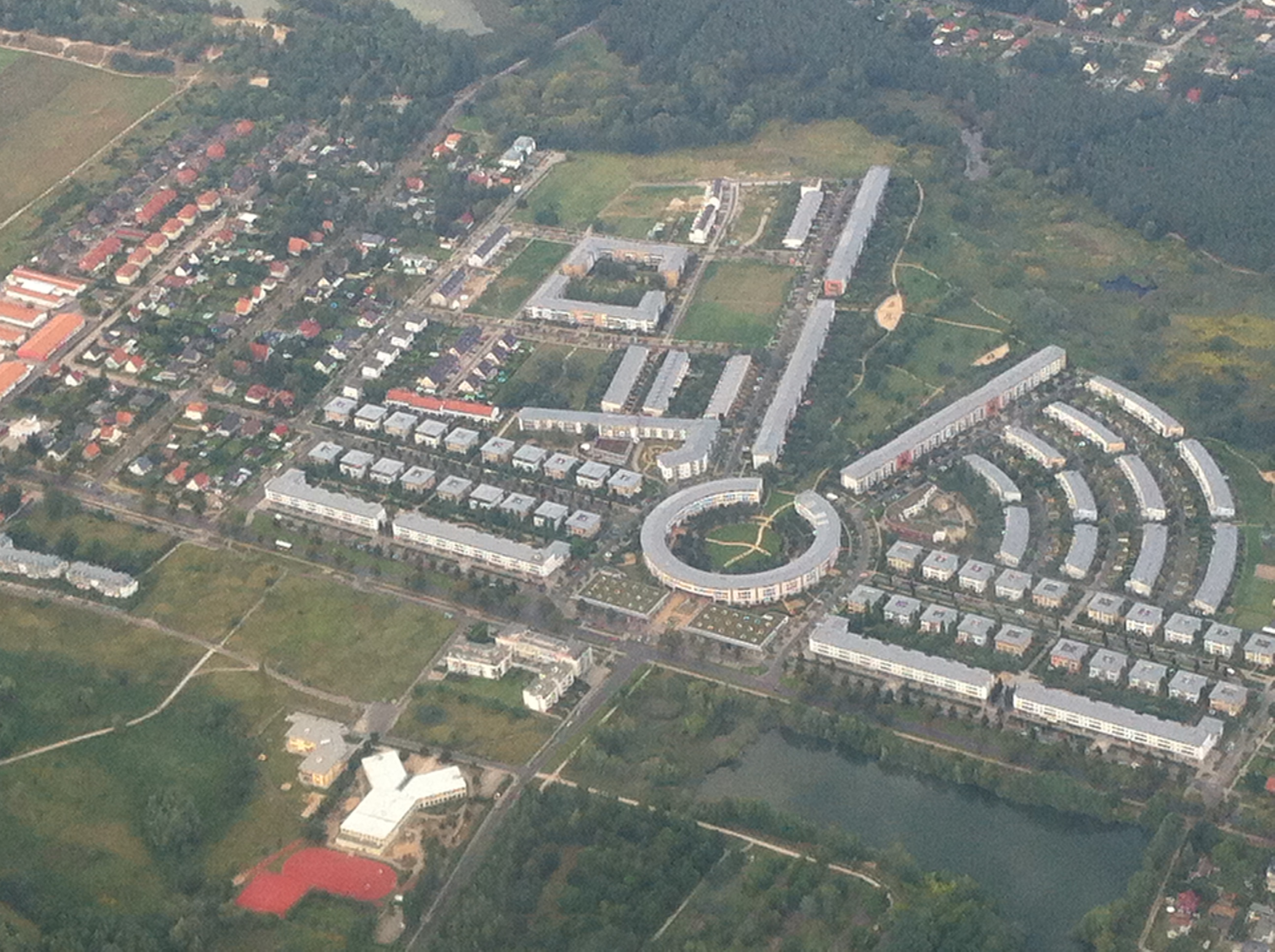
Gartenstadt Falkenhöh, gebaut in den 1990er Jahren von der Herlitz Falkenhöh AG

Die Herlitz Falkenhöh AG war in den 1990er Jahren ein in Berlin und Brandenburg tätiger Baukonzern mit Sitz in Berlin. Die Gesellschaft war ein Tochterunternehmen der Herlitz AG, Berlin. Dieser Baukonzern wurde 1999 verkauft. 

## Geschichte
Herlitz Falkenhöh wurde 1992 auf Initiative des Vorstandsvorsitzenden der Herlitz AG, Peter Herlitz, gegründet. Unter den nachfolgenden Vorstandsvorsitzenden Detlef Stronk (1995–1996) und Martin Kleinschmitt (1996–1999) wurden die meisten Baupläne realisiert. Wegen notwendiger Umstrukturierungen zur Abwehr einer Insolvenz des Mutterkonzerns ist die Herlitz Falkenhöh 1999 an die RSE Projektmanagement AG aus Hamburg verkauft worden.

## Verwirklichte Vorhaben

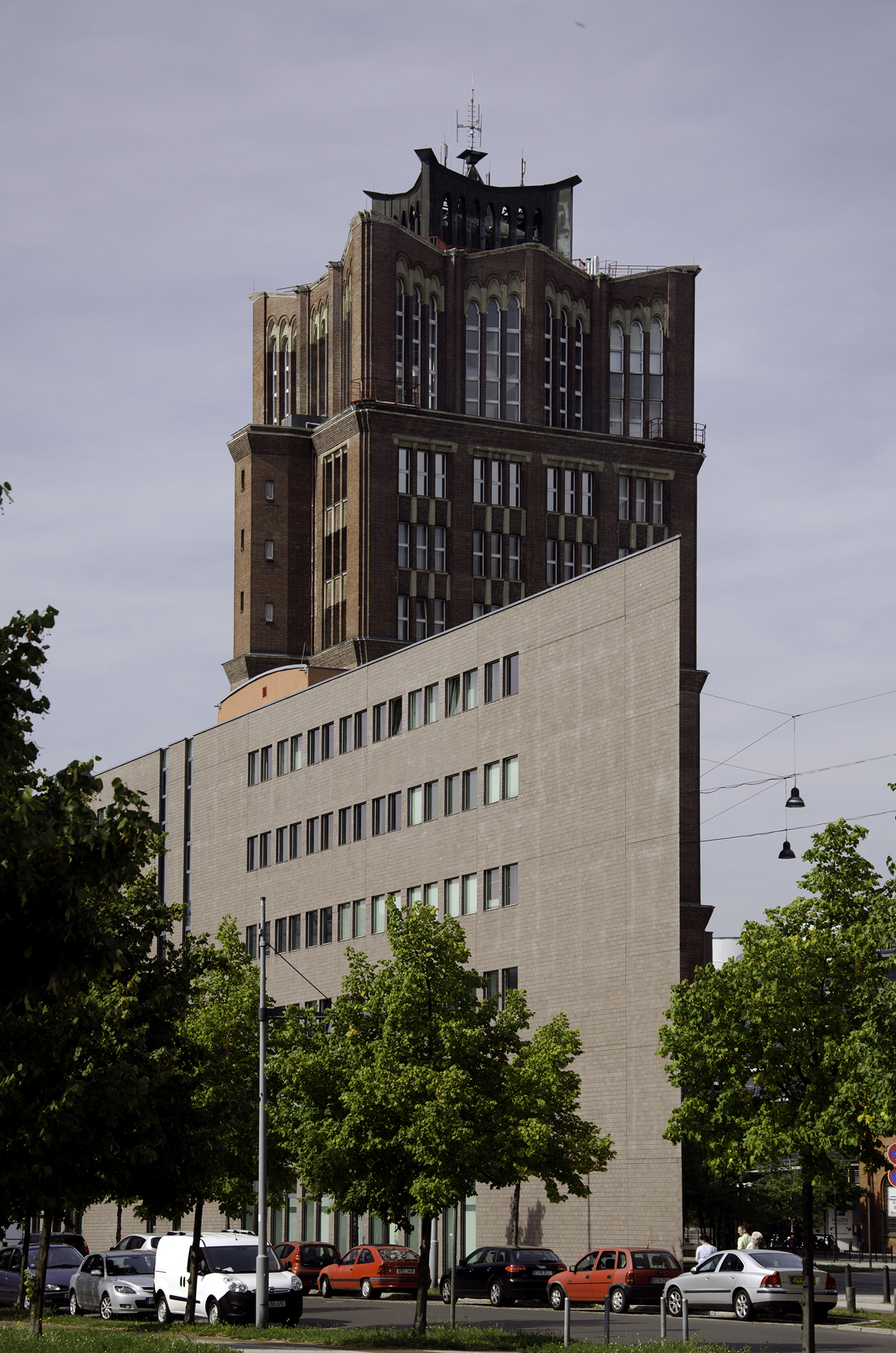
Der von Herlitz Falkenhöh renovierte Borsigturm

Herlitz Falkenhöh war sowohl im Bereich der Gewerbeimmobilien (Büros, Einkaufszentrum) als auch im Wohnungsbau tätig. Die größten Bauvorhaben waren:
- Gartenstadt Falkenhöh (Architekt: Helge Sypereck). 
Die Gartenstadt wurde 1996 mit dem Deutschen Städtebaupreis ausgezeichnet.
- Einkaufszentrum Hallen am Borsigturm[4][5] in Berlin-Tegel (Architekt: Claude Vasconi[6])
- Phönix Gründerzentrum in Berlin-Tegel[7]